# Пироговский могильник
Пироговский могильник — памятник зарубинецкой археологической культуры возле села Пирогов (сейчас местность в составе города Киева на его южной окраине), на возвышенности правого коренного склона долины Днепра. Датируется исследователями периодом между концом III — началом II столетия до нашей эры и серединой I столетия.

## История
Могильник был обнаружен весной 1966 года сотрудниками Института археологии АН УССР А. И. Кубышевым и В. А. Круцом при обследовании, которое производили члены школьного археологического кружка.
Его исследования проводились в 1966-1968 годах и 1989-1992 годах. На площади около 10 тысяч кв. м было обнаружено и раскопано 262 погребения с трупосожжением. Остатки кремаций размещались в грунтовых ямах или урнах из органических материалов, или одновременно на дне могилы и в урне.
Незначительную часть составляли кенотафы — символические захоронения, в которых совсем не было костей. Кроме того, часть погребений вместо кальцинированных костей человека содержала только кальцинированные кости животных. Погребения сопровождались чёрнолощёными горшками, мисками, кружками, бронзовыми и железными фибулами, а также жертвенной пищей.

## Расположение
Могильник располагается на высоком мысу Днепра на относительно ровной площадке длиной до 200 м и шириной до 100 м, которая вытянута в направлении с востока на запад. С востока и юга он ограничивается крутыми склонами, а с севера — глубоким оврагом. Западная часть мыса небольшой лощиной отделена от основного плато. На восточной оконечности мыса содержатся остатки военных траншей периода Великой Отечественной войны. Территория могильника на протяжении долгого времени регулярно распахивается.
Выше по Днепру, в 1.5 км от могильника, на останце, близ ручья Хотовка, располагается известное по литературе зарубинецкое Пироговское городище.